# Ichneumon hypolius
Ichneumon hypolius är en stekelart som beskrevs av Thomson 1888. Ichneumon hypolius ingår i släktet Ichneumon och familjen brokparasitsteklar. Arten är reproducerande i Sverige. Inga underarter finns listade i Catalogue of Life.